# Orthotrichum euryphyllum
Orthotrichum euryphyllum är en bladmossart som beskrevs av Venturi in Röll 1890. Orthotrichum euryphyllum ingår i släktet hättemossor, och familjen Orthotrichaceae. Inga underarter finns listade i Catalogue of Life.